# 閻寬
閻寬（1404年—？），字德厚，山東青州府樂安縣人，民籍。明朝政治人物。進士出身。

## 生平
山東鄉試第二名。正統七年（1442年）壬戌科會試第八十八名，殿試登進士第三甲第四十七名。

## 家族
曾祖閻庭玉。祖父閻添錫。父亲閻□輝。